# Villamaina
Villamaina é uma comuna italiana da região da Campania, província de Avellino, com cerca de 1.005 habitantes. Estende-se por uma área de 9 km², tendo uma densidade populacional de 112 hab/km². Faz fronteira com Frigento, Gesualdo, Paternopoli, Rocca San Felice, Sant'Angelo dei Lombardi, Torella dei Lombardi.

## Demografia
| Variação demográfica do município entre 1861 e 2011                               |
|                                                                                   |
| Fonte: Istituto Nazionale di Statistica (ISTAT) - Elaboração gráfica da Wikipedia |